# Tecno Mobile
Tecno Mobile je čínský výrobce spotřební elektroniky. Společnost byla založena v roce 2006 v Hongkong. Je součástí společnosti Transsion Holdings a od roku 2022 působí v Česku.
Tecno Mobile se ve druhém čtvrtletí roku 2018 stal jedním z deseti největších výrobců chytrých telefonů z hlediska dodávek a podílu na trhu. V tomto období dosáhly celosvětové dodávky chytrých telefonů Tecno Mobile 4,4 milionu kusů, což představuje meziroční nárůst o 59%.

## Historie
Společnost Tecno Mobile byla založena v roce 2006 jako Tecno Telecom Limited a později se stala dceřinou společností Transsion Holdings. Na začátku roku 2008 se vedení společnosti Tecno Mobile rozhodlo zaměřit své aktivity na africký trh a v roce 2010 se společnost stala jednou ze tří největších mobilních značek v Africe. V roce 2012 uvedla společnost Tecno Mobile na trh první chytrý telefon vyrobený v Etiopii. V roce 2016 uvedla společnost Tecno Mobile na trh první chytrý telefon založený na systému Android 6.0 Marshmallow.
V roce 2016 byl uveden nejlepší selfie telefon pro Afriku a také modely Phantom 6 a Phantom 6 Plus s biometrickým systémem ověřování. Později byl v Dubaji představen model Phantom 8. V roce 2017 společnost Tecno Mobile představila první smartphone s duálním bleskem pro přední fotoaparát s názvem Camon CX. V srpnu 2017 společnost uvedla na trh řadu SPARK, kterou reprezentují dva modely: Spark K7 a Spark K9.
Od roku 2013 společnost Tecno Mobile investuje do výzkumu a vývoje a zaměřuje se zejména na vývoj mobilních telefonů s vylepšenými fotoaparáty. To společnosti umožnilo vytvořit mobilní zařízení, která jsou dostupná uživatelům s různými potřebami. Po úspěchu v Africe tak společnost Tecno Mobile rozšířila své působení na globálním trhu. V dubnu 2016 zahájila prodej v Indii. V roce 2017 zahájila společnost svůj rozvoj na trzích v Bangladéši, Nepálu a Pákistánu.
V lednu 2018 společnost Tecno Mobile oznámila novou řadu fotoaparátů CAMON, který se stal prvním zařízením od společnosti Tecno Mobile s poměrem stran displeje 18:9. Model byl pojmenován CAMON CM a byl uveden na trh v Nigérii, Keni, Ghaně, Jihoafrické republice, Ugandě a Indii.
Dne 5. dubna 2018 uvádí společnost Tecno Mobile na trh v Nigérii modely Camon X a Camon X Pro, které jsou prvními smartphony společnosti založenými na systému Android Oreo
V dubnu 2019 společnost představila třetí model řady SPARK zaměřené na fotoaparáty s duálním modulem fotoaparátu s umělou inteligencí a vestavěnými filtry pro okamžitou automatickou retuš fotografií. Model byl pojmenován SPARK 3 Pro a byl představen v Africe a ve Středním východě.
V květnu 2019 byl SPARK 3 Pro zařazen na seznam smartphonů vybraných vývojáři společnosti Google k testování třetí beta verze operačního systému Android Q.
V červenci 2019 byl v Novém Dillí a v Africe představen prémiový smartphone Phantom 9 s modulem trojitého fotoaparátu. Nový model je vybaven 32Mpx selfie fotoaparátem s duálním bleskem na obrazovce, 6,4palcovým FHD+AMOLED displejem s poměrem stran 19,5:9, který zvětšil plochu obrazovky na 91,47%.
V srpnu 2019 oznámila společnost Tecno Mobile uvedení nové řady Camon 12 na trh v Pákistánu a v Africe v září 2019. Modely této řady jsou vybaveny trojicí modulů fotoaparátu s umělou inteligencí a čtyřnásobným LED bleskem, který poskytuje směrové osvětlení 150 luxů.
V roce 2020 společnost tuto řadu aktualizovala o zařízení Phantom X2 a Phantom X2 Pro s výsuvným portrétním fotoaparátem.
Na veletrhu Mobile World Congress v Barceloně představila společnost Tecno svůj první skládací telefon Phantom V Fold.